# Veres Pálné utca
A Veres Pálné utca Budapest belvárosának egyik utcája, ahol több nevezetesség található, épületei közül sok védett. A 19. században itt volt a budapesti szerbek kulturális központja, itt állt a több mint 100 éven át működő Tökölyanum. Az utca keresztezi az egykori pesti városfalat is, aminek legnagyobb összefüggő maradványa a Veres Pálné és Bástya utca kereszteződésében fekvő foghíjteleknél látható.

## Leírása, elhelyezkedése
A Veres Pálné utca Budapest V. kerületében, a Belvárosban lévő utca, amely észak-déli irányban a Dunával párhuzamosan a Duna utcától (Ferenciek terétől) a Vámház körútig halad, párhuzamosan a Váci utcával.
Az utcát 1695-ben a pesti városfal közeli őrtornyáról Bástya utca névre keresztelték, majd 1702-ben Kecskeméti utca lett a Kecskeméti kapu után. 1740 körül egy része újra Bástya, egy másik része pedig az ottani kórház után Kórház utca lett, illetve a Duna utca és a Papnövelde utca közti rész a Régi Kereszt utca nevet viselte. Az 1840-es években már egységesen Zöld Fa utcának nevezték mindegyik részét (korábbi német nyelvű térképeken Grünbaum Straße), mígnem 1906-ban a magyar nőmozgalom egyik legelső vezetőjéről Veres Pálné Beniczky Herminről nevezték el. Az elnevezés apropóját az adta, hogy Veres Pálné ebben az utcában alapította meg és vezette haláláig az ország egyik első női iskoláját, ami azóta (koedukált intézményként) szintén az ő nevét viseli.
Érdekesség, hogy az utca egy szakaszán a második világháború előtt villamos is járt.

## Épületei
- A páratlan oldali első épület a volt Országos Tiszti Kaszinó épülete, főbejárata a Váci utcáról nyílik, jelenleg az MKB Bank székháza.
- A 4–6. számú ház egyik első emeleti lakásában lakott Ady és Csinszka 1917 és 1919 között. Ma a lakás a Petőfi Irodalmi Múzeum által gondozott Ady-emlékszoba.[7]
- A 9. számú házat, amely eredetileg Kecskemét város pesti bérháza volt, Lechner Ödön tervezte.
- A 10. számú épület az Irányi utca sarkán a Fáy-Halász Gedeon-bérpalota.[8]
- A 17–19. számú épület a Tökölyanum, amely eredetileg a pesti egyetemen tanuló szerb fiúhallgatók számára létrejött nevelőintézet volt.
- A 24. szám alatt található a Pázmány Péter Katolikus Egyetem Hittudományi Kara.
- A Szerb utca sarkán áll a Szent György Nagyvértanú szerb ortodox templom.
- A 38. számú ház a Veres Pálné Gimnázium épülete.
- A 40. számú házat Bulyovszkyné Szilágyi Lilla építtető megbízásából Wassél Alajos tervezte és építette, 1875-ben.[9]

## Híres lakók
- Varga Zoltán (1945–2010) olimpiai bajnok (1964, Tokió), Európa-bajnoki bronzérmes (1964, Madrid) labdarúgó, edző [10]
- Cserhalmi György, a Nemzet Színésze
- Schiffer András, politikus

- Lakóház a Veres Pálné és Só utca kereszteződésében
- A szerb ortodox templom
- A Veres Pálné Gimnázium mai épülete: Veres Pálné utca 38.
- A 2017-ben felújított Veres Pálné u. 9.